# Marcjan z Tortony
Marcjan, biskup Tortony (ur. w I w., zm. ok. 117-120 w Tortonie) – pierwszy biskup diecezji Tortony i święty Kościoła katolickiego.
Śmierć miał ponieść w czasach prześladowania chrześcijan za rządów Hadriana (117-138).
Jego relikwie znajdują się w katedrze w Tortonie, gdzie czczony jest jako biskup i męczennik chrześcijański. Jego kość do końca XVII w. znajdowała się w Genoli, której jest patronem.
Wspomnienie liturgiczne św. Marcjana w Kościele katolickim obchodzone jest 6 marca.